# Thomas Strunz
Thomas Strunz (født 25. april 1968 i Duisburg, Vesttyskland) er en tidligere tysk fodboldspiller, der som midtbanespiller på det tyske landshold var med til at vinde guld ved EM i 1996 i England. Han deltog også ved VM i 1994, og nåede i alt 41 landskampe og én scoring.
På klubplan spillede Strunz hovedparten af sin karriere for FC Bayern München, men hvem han vandt fem tyske mesterskaber, to DFB-Pokaltitler, samt UEFA Cuppen i 1996. Han spillede desuden tre sæsoner hos VfB Stuttgart.

## Titler
Bundesligaen
- 1990, 1997, 1999, 2000, 2001 med Bayern München

DFB-Pokal
- 1998 og 2000 med Bayern München

UEFA Cup
- 1996 med Bayern München

EM
- 1996 med Tyskland